# ピーター・ギャレット
ピーター・ロバート・ギャレット（Peter Robert Garrett AM、1953年4月16日 - ）は、オーストラリアの音楽家、元政治家。

## 政治家としての経歴
オーストラリア労働党に所属し、2004年10月から2013年8月まで、ニューサウスウェールズ州のキングスフォード・スミス選挙区選出の連邦下院議員を務めた。2007年11月の総選挙で労働党が勝利した後、ケビン・ラッド首相により環境・国家遺産・芸術大臣に任命される。その後環境相をもう一期務めたが、2010年2月26日、屋根裏断熱材設置補助金制度に関する問題で気候変動プログラムの所管を外された環境保護・国家遺産・芸術大臣へと降格され、気候変動やエネルギー効率関連の業務はペニー・ウォング気候変動大臣に引き継がれた。同年9月14日、ラッド首相により学校教育・幼児・青年問題担当大臣に任命され、2013年6月まで務めた。

## 人物
1973年から解散した2002年まで、ミッドナイト・オイルのリード・ボーカルだった。オーストラリア自然保護基金の会長を務め、2003年には環境と音楽産業への寄与を評価されオーストラリア勲章（区分：Member）を授与されている。若年の頃から社会派のミュージシャンとして知られるが、捕鯨については強硬に反対する反捕鯨主義者でもあり、日本の年間1000頭程度の調査捕鯨については非難する立場をとっていた。2008年3月、「農作物を荒らす」として、オーストラリア軍主導で年平均360万頭（2007年時点）のカンガルーの駆除を行うよう指示し、この一件でオーストラリア国内の環境保護団体から「ダブルスタンダードだ」と批判されたこともあった。（詳細→カンガルー肉）

## 捕鯨問題
2008年10月、スペインのバルセロナで行われた世界自然保護会議において、「鯨食害論には科学的証拠が不足している」とする動議に、日本を含めた捕鯨国も署名する予定だったところ、もっと捕鯨国に対して厳しい文言にするよう主張したため、最終的に捕鯨国が署名を拒否したといういきさつがあった。このためギャレットは捕鯨停止を狙った動議を台無しにしたと、その反捕鯨戦術の稚拙さをWWFに批判された。

## 関連事項
- ミッドナイト・オイル